# Xã Somerford, Quận Madison, Ohio
Xã Somerford (tiếng Anh: Somerford Township) là một xã thuộc quận Madison, tiểu bang Ohio, Hoa Kỳ. Năm 2010, dân số của xã này là 2.898 người.